# Bethel (Connecticut)
Bethel es un pueblo ubicado en el condado de Fairfield en el estado estadounidense de Connecticut. En el año 2005 tenía una población de 18.760 habitantes y una densidad poblacional de 431 personas por km².

## Geografía
Bethel se encuentra ubicada en las coordenadas 41°22′27″N 73°23′42″O / 41.37417, -73.39500.

## Demografía
Según la Oficina del Censo en 2000 los ingresos medios por hogar en la localidad eran de $68,891, y los ingresos medios por familia eran $78,358. Los hombres tenían unos ingresos medios de $51,816 frente a los $36,544 para las mujeres. La renta per cápita para la localidad era de $28,927. Alrededor del 2.5% de la población estaban por debajo del umbral de pobreza.